# Episodi di The Big Bang Theory (seconda stagione)
La seconda stagione della sitcom The Big Bang Theory è stata trasmessa dal 22 settembre 2008 all'11 maggio 2009, dal network statunitense CBS.
In Italia, la seconda stagione è stata trasmessa in prima visione assoluta dal 12 al 29 giugno 2009 su Steel, canale a pagamento della piattaforma Mediaset Premium. In chiaro è stata trasmessa su Italia 1 dal 13 ottobre 2010 al 12 novembre 2010.
| nº | Titolo originale                    | Titolo italiano                           | Prima TV USA      | Prima TV Italia |
| -- | ----------------------------------- | ----------------------------------------- | ----------------- | --------------- |
| 1  | The Bad Fish Paradigm               | Il paradigma del pesce guasto             | 22 settembre 2008 | 12 giugno 2009  |
| 2  | The Codpiece Topology               | La topologia del sospensorio              | 29 settembre 2008 | 15 giugno 2009  |
| 3  | The Barbarian Sublimation           | La sublimazione barbarica                 | 6 ottobre 2008    | 15 giugno 2009  |
| 4  | The Griffin Equivalency             | L'equivalenza del grifone                 | 13 ottobre 2008   | 16 giugno 2009  |
| 5  | The Euclid Alternative              | L'alternativa di Euclide                  | 20 ottobre 2008   | 16 giugno 2009  |
| 6  | The Cooper-Nowitzki Theorem         | Il teorema di Cooper-Nowitzki             | 3 novembre 2008   | 17 giugno 2009  |
| 7  | The Panty Piñata Polarization       | La polarizzazione della pignatta          | 7 novembre 2008   | 17 giugno 2009  |
| 8  | The Lizard-Spock Expansion          | L'espansione di Lizard e Spock            | 17 novembre 2008  | 18 giugno 2009  |
| 9  | The White Asparagus Triangulation   | La triangolazione dell'asparago           | 24 novembre 2008  | 18 giugno 2009  |
| 10 | The Vartabedian Conundrum           | La sciarada di Vartabedian                | 8 dicembre 2008   | 19 giugno 2009  |
| 11 | The Bath Item Gift Hypothesis       | L'ipotesi dei sali da bagno               | 15 dicembre 2008  | 19 giugno 2009  |
| 12 | The Killer Robot Instability        | L'instabilità del robot killer            | 12 gennaio 2009   | 22 giugno 2009  |
| 13 | The Friendship Algorithm            | L'algoritmo dell'amicizia                 | 19 gennaio 2009   | 22 giugno 2009  |
| 14 | The Financial Permeability          | La permeabilità della finanza             | 2 febbraio 2009   | 23 giugno 2009  |
| 15 | The Maternal Capacitance            | La capacità materna                       | 9 febbraio 2009   | 23 giugno 2009  |
| 16 | The Cushion Saturation              | La saturazione del cuscino                | 2 marzo 2009      | 24 giugno 2009  |
| 17 | The Terminator Decoupling           | Il binario del Terminator                 | 9 marzo 2009      | 24 giugno 2009  |
| 18 | The Work Song Nanocluster           | L'aggregazione dei fermacapelli           | 16 marzo 2009     | 25 giugno 2009  |
| 19 | The Dead Hooker Juxtaposition       | La giustapposizione della nuova inquilina | 30 marzo 2009     | 25 giugno 2009  |
| 20 | The Hofstadter Isotope              | L'isotopo di Hofstadter                   | 13 aprile 2009    | 26 giugno 2009  |
| 21 | The Vegas Renormalization           | La normalizzazione di Las Vegas           | 27 aprile 2009    | 26 giugno 2009  |
| 22 | The Classified Materials Turbulence | La turbolenza del polpettone              | 4 maggio 2009     | 29 giugno 2009  |
| 23 | The Monopolar Expedition            | La spedizione monopolare                  | 11 maggio 2009    | 29 giugno 2009  |

## Il paradigma del pesce guasto
- Titolo originale: The Bad Fish Paradigm
- Diretto da: Mark Cendrowski
- Scritto da: Bill Prady (soggetto); Steven Molaro e David Goetsch (sceneggiatura)

### Trama
Penny e Leonard tornano dal loro primo appuntamento mentre Howard e Raj li stanno spiando con una webcam. Penny dice a Leonard che dovrebbero rallentare le cose, mentre i ragazzi cercano di convincere l'amico che l'appuntamento non sia andato bene. Più tardi Penny confida a Sheldon di aver mentito a Leonard sul fatto che lei abbia finito l'università pubblica, in quanto ha paura di non essere abbastanza intelligente per lui, e gli chiede di mantenere il segreto. Questo compito si rivela molto arduo per Sheldon, il quale decide di traslocare (però prima Raj e poi Howard lo mandano via) e, dopo qualche bicchiere di latte caldo corretto al valium, torna a casa e svela il segreto al coinquilino. Leonard, in buona fede, dà a Penny diversi opuscoli di università pubbliche, facendosi scappare che a lui stia bene uscire con una ragazza che non sia intelligente quanto lui; Penny di tutta risposta gli sbatte la porta in faccia.

## La topologia del sospensorio
- Titolo originale: The Codpiece Topology
- Diretto da: Mark Cendrowski
- Scritto da: Chuck Lorre (soggetto); Bill Prady e Lee Aronsohn (sceneggiatura)

### Trama
Di ritorno da una fiera del Rinascimento e dopo aver visto Penny col suo nuovo ragazzo, Leonard decide di riconsiderare la sua relazione con Leslie Winkle. Leslie accetta di uscire con lui, anche se gli sottolinea il fatto che dovrebbe assumere lui il ruolo dominante. Intanto Sheldon confessa a Penny di sentirsi a disagio sul fatto che Leonard esca con la sua acerrima nemica ma, spinto da Penny, approverà formalmente il rapporto tra Leonard e Leslie. Alla fine Leslie e Sheldon iniziano un confronto molto acceso circa la validità di due diverse teorie; Leonard si schiera con l'amico e Leslie lo scarica.

## La sublimazione barbarica
- Titolo originale: The Barbarian Sublimation
- Diretto da: Mark Cendrowski
- Scritto da: Nicole Lorre (soggetto); Steven Molaro ed Eric Kaplan (sceneggiatura)

### Trama
Penny si sente frustrata dai suoi continui fallimenti, come il non riuscire a far decollare la sua carriera di attrice e il non copulare da sei mesi; siccome la sua porta di casa è rimasta bloccata, Sheldon la invita nel suo appartamento in attesa che arrivi il fabbro. La ragazza si incuriosisce guardandolo giocare a un videogioco online (Age of Conan), diventando lei stessa dipendente. Nei giorni successivi Penny tormenta Sheldon affinché l'aiuti a superare i vari livelli (arrivando ad entrare nella sua stanza di notte) e, per giocare, si assenta dal lavoro; a quel punto Sheldon, rendendosi conto che Penny ha bisogno di riprendere in mano la sua vita, le crea un profilo su un sito di appuntamenti presentandole poi quello che, secondo lui, dovrebbe essere il suo ragazzo ideale, ma Penny non se ne accorge nemmeno. La ragazza supererà da sola questa dipendenza, terrorizzata dal fatto di aver veramente accettato un appuntamento virtuale con Howard.

## L'equivalenza del grifone
- Titolo originale: The Griffin Equivalency
- Diretto da: Mark Cendrowski
- Scritto da: Chuck Lorre e Bill Prady (soggetto); Stephen Engel e Tim Doyle (sceneggiatura)

### Trama
Raj viene citato dalla rivista People nella lista dei "30 sotto i 30 da tenere d'occhio" per aver scoperto un nuovo asteroide. Nonostante Leonard affermi che i suoi amici dovrebbero mostrargli il loro supporto (Sheldon invece è fin dall'inizio molto titubante sulla reale utilità di quel premio e di quanto potrebbe essere dannoso per lo stesso Raj), ben presto l'indiano si monta la testa, diventando insopportabile agli occhi dei suoi amici; ottiene un trattamento da star, un assistente e invita Penny alla festa di People. Dopo la festa Raj, molto ubriaco, torna a casa sua con Penny, e lui la presenta ai suoi genitori via webcam come la sua fidanzata; Penny, dopo aver negato, se ne va. Il giorno dopo Raj cerca di scusarsi per il suo comportamento e, pur provando a lasciare una nota scritta, Penny lo costringe a scusarsi verbalmente (con uno "scusa" appena accennato) e solo a quel punto lo perdona.
- Guest star: Charlie Sheen (sé stesso)

## L'alternativa di Euclide
- Titolo originale: The Euclid Alternative
- Diretto da: Mark Cendrowski
- Scritto da: Lee Aronsohn e David Goetsch (soggetto); Steven Molaro e Bill Prady (sceneggiatura)

### Trama
Leonard da diversi giorni è costretto a lavorare di notte ad un suo esperimento, ciò significa che non può accompagnare Sheldon al lavoro e quest'ultimo deve trovare un'alternativa. Chiede un passaggio agli altri suoi amici, ma ben presto si rifiutano tutti quanti perché Sheldon si dimostra alquanto fastidioso; il gruppo decide allora di convincerlo a prendere la patente. Alla motorizzazione civile Sheldon ottiene il foglio rosa senza neanche fare il test, riuscendo ad annoiare la segretaria, ma nessuno vuole fare pratica con lui. Howard prepara quindi un simulatore di guida nel soggiorno per consentirgli di esercitarsi, ma il ragazzo si rivela un completo disastro e conclude che è troppo evoluto per la guida. Sheldon decide di trasferirsi nel suo ufficio per risolvere il problema, mentre Leonard non gli rivela di aver terminato il suo esperimento una settimana prima, godendosi per qualche giorno l'appartamento tutto per sé.
- Guest star: Octavia Spencer (Octavia)

## Il teorema di Cooper-Nowitzki
- Titolo originale: The Cooper-Nowitzki Theorem
- Diretto da: Mark Cendrowski
- Scritto da: Stephen Engel e Daley Haggar (soggetto); Tim Doyle e Richard Rosenstock (sceneggiatura)

### Trama
Dopo una conferenza tenuta da Leonard e Sheldon, quest'ultimo si trova con una "fan", una studentessa di nome Ramona Nowitzki. La ragazza, palesemente attratta da lui, inizia a ricoprire Sheldon di attenzioni e inizialmente lui ne rimane particolarmente soddisfatto, ma poi si stanca di lei perché lo costringe in maniera ossessiva a concentrarsi esclusivamente sulle sue ricerche, impedendogli di svagarsi in qualunque modo con gli amici; Sheldon quindi chiede invano aiuto a Penny per liberarsi di Ramona. Quando Sheldon raggiunge un importante passo avanti nella sua ricerca, però, ringrazia Ramona per averlo pressato affinché si concentrasse sul lavoro, ma quando Ramona gli chiede se possono condividere il riconoscimento, lui si rifiuta e la caccia. L'episodio si conclude con un'altra studentessa che attira l'attenzione di Sheldon così come aveva fatto Ramona.
- Guest star: Riki Lindhome (Ramona Nowitzki)

## La polarizzazione della pignatta
- Titolo originale: The Panty Piñata Polarization
- Diretto da: Mark Cendrowski
- Scritto da: Bill Prady e Tim Doyle (soggetto); Jennifer Glickman e Steven Molaro (sceneggiatura)

### Trama
Penny si ritrova senza TV via cavo e così va in casa dei ragazzi a vedere America's Next Top Model, tuttavia Sheldon caccia la ragazza dopo che lei ha violato per la terza volta le regole della casa. Leonard, sentendosi in colpa, va da Penny e le chiede di fare la pace con Sheldon ma la ragazza si rifiuta categoricamente, mentre tra lei e Sheldon la situazione degenera quando lui le ruba il bucato. Per porre fine alle ostilità, Leonard confessa a Penny la "kryptonite" di Sheldon: il numero di telefono di sua madre. Proprio la madre di Sheldon chiama e costringe il figlio a scusarsi. Intanto Howard e Raj sono impegnati a rintracciare la casa delle aspiranti top model, utilizzando tutte le tecnologie a loro disposizione, tra cui un aereo spia militare e satelliti della NASA. Alla fine i due, fingendosi tecnici della TV via cavo, riescono a intrufolarsi nell'abitazione.

## L'espansione di Lizard e Spock

Illustrazione grafica del gioco "sasso-carta-forbice-Lizard-Spock", evoluzione della tradizionale morra cinese.

- Titolo originale: The Lizard-Spock Expansion
- Diretto da: Mark Cendrowski
- Scritto da: Bill Prady (soggetto); Jennifer Glickman e David Goetsch (sceneggiatura)

### Trama
Mentre Sheldon insegna a Raj una particolare variante della morra cinese denominata "sasso-carta-forbice-Lizard-Spock", Howard telefona ai suoi amici dicendo loro di aver conosciuto una donna, la dott.ssa Stephanie Barnett, cui aveva promesso di far guidare il Mars Rover; sfortunatamente la missione fallisce quando il robot cade in un cratere, e così Howard ha bisogno di una mano per non finire ulteriormente nei guai. Sheldon e Raj restano con Howard e i tre cancellano tutti i dati relativi alla missione per non farsi scoprire, mentre Leonard accompagna a casa Stephanie. I due si baciano e cominciano a frequentarsi. In seguito Leonard cerca un modo per raccontarlo ad Howard e decide di andare a casa sua, ma Stephanie lo chiama prima che Leonard possa dirglielo e Howard va su tutte le furie, ma si calmerà quando viene invitato ad un doppio appuntamento con la coinquilina di Stephanie. Alla fine Howard sente al telegiornale che il Rover, in fondo al fosso, ha trovato acqua, ma visto che i dati sono stati tutti persi nessuno saprà mai chi è stato a fare questa grande scoperta.

## La triangolazione dell'asparago
- Titolo originale: The White Asparagus Triangulation
- Diretto da: Mark Cendrowski
- Scritto da: David Goetsch e Steven Molaro (soggetto); Stephen Engel e Richard Rosenstock (sceneggiatura)

### Trama
Sheldon ritiene che Stephanie sia la ragazza più "tollerabile" che Leonard abbia mai avuto e cerca di aiutare l'amico nella sua relazione, pensando che altrimenti possa rovinare tutto. Leonard però rifiuta il suo aiuto perché Sheldon diventa rapidamente noioso al punto di disturbare la coppia durante una cenetta romantica o al cinema. Sheldon tenta di dimostrare a Stephanie la superiorità fisica di Leonard facendogli aprire un barattolo di asparagi bianchi; quest'ultimo, rompendo accidentalmente il barattolo, si taglia e Stephanie lo accompagna all'ospedale dove gli mette i punti. Di ritorno dall'ospedale Leonard si arrabbia scoprendo che Sheldon ha hackerato il suo profilo di Facebook, cambiando il suo status in "impegnato", ma scopre che anche Stephanie ha fatto lo stesso.

## La sciarada di Vartabedian
- Titolo originale: The Vartabedian Conundrum
- Diretto da: Mark Cendrowski
- Scritto da: Steven Molaro e Chuck Lorre (soggetto); Richard Rosenstock e Bill Prady (sceneggiatura)

### Trama
Stephanie decide, a insaputa di Leonard, di trasferirsi da lui; intanto Sheldon si lamenta riguardo a un ronzio nelle orecchie e si fa visitare da Stephanie. La mattina successiva Penny parla con Leonard a proposito della sua attuale relazione e capisce che lui non fa valere le sue opinioni per paura di essere lasciato. Rendendosi conto che le cose con Stephanie stanno andando troppo veloci, Leonard cerca di chiederle di tornare al suo appartamento ma ogni volta che ci prova i due finiscono col copulare. Nel frattempo Sheldon si intrufola nell'ospedale e si autoanalizza più volte, visto che il ronzio nelle orecchie non è ancora sparito, e quando Leonard torna a casa Stephanie ha diagnosticato a Sheldon una falsa infiammazione della laringe, consigliandogli di non parlare. Anche se non è presente una scena in cui Leonard e Stephanie si lasciano, Stephanie non apparirà più negli episodi successivi.

## L'ipotesi dei sali da bagno
- Titolo originale: The Bath Item Gift Hypothesis
- Diretto da: Mark Cendrowski
- Scritto da: Richard Rosenstock e Bill Prady (soggetto); Eric Kaplan e Stephen Engel (sceneggiatura)

### Trama
Leonard incontra lo scienziato David Underhill, un fisico sperimentale come lui. Anche se gli invidia il fatto di essere bello, affascinante e di avere più successo di lui, Leonard accetta di collaborare con David nelle sue ricerche. Tuttavia questa gioia si trasforma in gelosia quando David conosce Penny e i due iniziano a frequentarsi; poco dopo, comunque, Penny rompe con lui scoprendo che è già sposato. Intanto Natale si avvicina e Penny dice a Sheldon di avergli comprato un regalo: Sheldon si sente dunque obbligato a ricambiare ma non sa cosa regalare a Penny. Aiutato a malincuore da Howard e Raj, propende per un cestino di prodotti da bagno e, insicuro sul valore economico del regalo di Penny, decide di comprarne tanti, di grandezze e prezzi diversi. Il suo piano è di allontanarsi con un pretesto dopo aver aperto il regalo di Penny, controllarne il costo su internet e regalare alla ragazza il cestino con il valore più vicino. Tuttavia quando scopre il regalo dell'amica, un tovagliolo usato e autografato da Leonard Nimoy, Sheldon, al settimo cielo, regala a Penny tutti i cestini, arrivando persino ad abbracciarla.
- Guess Star: Michael Trucco (Dottor David Underhill)

## L'instabilità del robot killer
- Titolo originale: The Killer Robot Instability
- Diretto da: Mark Cendrowski
- Scritto da: Richard Rosenstock e Bill Prady (soggetto); Daley Haggar e Steven Molaro (sceneggiatura)

### Trama
Penny si arrabbia con Howard dicendogli quello che pensa sul suo modo di trattare le donne e il ragazzo cade in depressione; gli altri lo perdono di vista in un torneo di combattimenti tra robot. Successivamente Sheldon accetta la sfida di un collega, Barry Kripke, e Leonard cerca di convincere Penny a scusarsi per far tornare Howard in squadra. Penny va a casa di Howard per chiedergli scusa, ma lui prova a baciarla, la ragazza si arrabbia di nuovo e gli tira un pugno in faccia. Nel frattempo il robot viene irrimediabilmente distrutto.

## L'algoritmo dell'amicizia
- Titolo originale: The Friendship Algorithm
- Diretto da: Mark Cendrowski
- Scritto da: Bill Prady e Richard Rosenstock (soggetto); Chuck Lorre e Steven Molaro (sceneggiatura)

### Trama
Sheldon viene a sapere che Barry Kripke controlla l'utilizzo di un nuovo supercomputer al laboratorio e che lo fa usare solo ai suoi amici, così decide di diventare suo amico. Socialmente inetto, Sheldon ha difficoltà a capire come diventare amico di qualcuno, e i ragazzi, molto scettici al riguardo, non gli sono d'aiuto in questo senso. Dopo essere stato in libreria, Sheldon, con l'aiuto di un libro per bambini, elabora un diagramma di flusso coi passaggi necessari per instaurare un'amicizia; questo metodo funziona e diventa amico di Kripke a tal punto che, ritenendo cinque amicizie troppe per lui, decide di "tagliare" Raj per fare spazio al nuovo amico. Tuttavia, quando Kripke rivela a Sheldon che non è lui a controllare l'uso del computer e che bisogna prenotarsi per farlo, Sheldon lo scarica e riammette Raj.

## La permeabilità della finanza
- Titolo originale: The Financial Permeability
- Diretto da: Mark Cendrowski
- Scritto da: Chuck Lorre e Steven Molaro (soggetto); Richard Rosenstock ed Eric Kaplan (sceneggiatura)

### Trama
Penny sta attraversando un periodo di difficoltà economiche e Sheldon, dopo aver parlato con lei, le presta del denaro. Mentre Sheldon non è affatto interessato a come riavere indietro i suoi soldi, Penny comincia a dare segni di frustrazione, reagendo irritata a tutto ciò che accenni ai suoi problemi. Dopo aver scoperto i problemi di Penny, Leonard cerca di aiutarla a tagliare alcune spese e viene a sapere anche che il suo ex fidanzato Kurt le deve un'ingente somma di denaro. Senza dirlo a Penny, Leonard e i ragazzi vanno a casa di Kurt per cercare di farsi dare i soldi ma invano; più tardi Penny, la quale nel frattempo ha riavuto indietro il denaro dal suo ex, restituisce a sua volta i soldi a Sheldon. Tuttavia Kurt non ha detto nulla a Penny a proposito della visita di Leonard e la ragazza, pensando che il suo ex sia davvero cambiato, accetta un suo invito a cena.

## La capacità materna
- Titolo originale: The Maternal Capacitance
- Diretto da: Mark Cendrowski
- Scritto da: Chuck Lorre e Bill Prady (soggetto); Richard Rosenstock e Steven Molaro (sceneggiatura)

### Trama
Leonard è preoccupato quando viene a sapere che sua madre Beverly, una brillante psichiatra e neuroscienziata, verrà a fargli visita. Al suo arrivo la donna incontra Penny, che sulle scale si mette a piangere a dirotto raccontandole i problemi della sua infanzia; d'altro canto Sheldon rimane sorpreso nello scoprire che lui e la madre del suo coinquilino siano così caratterialmente simili. Anche Howard e Raj incontrano la madre di Leonard, la quale, dopo aver appreso che uno vive ancora con la madre e l'altro non riesce a parlare alle donne, conclude che i due stanno vivendo una specie di "matrimonio omosessuale". Più tardi Leonard va a parlare con Penny ed entrambi cercano conforto l'uno nell'altra di fronte a una bottiglia di tequila, discutendo dei rispettivi problemi d'infanzia; ormai ubriachi, Penny e Leonard stanno per andare a letto insieme, ma quest'ultimo rovina tutto e la ragazza lo butta fuori di casa. Sheldon e la madre di Leonard invece vanno incredibilmente d'accordo, tanto che Sheldon dice al coinquilino di invidiarlo per avere una madre tanto straordinaria.

## La saturazione del cuscino
- Titolo originale: The Cushion Saturation
- Diretto da: Mark Cendrowski
- Scritto da: Chuck Lorre (soggetto); Bill Prady e Lee Aronsohn (sceneggiatura)

### Trama
Durante una partita di paintball, Howard si ritrova in un capanno insieme a Leslie Winkle e tra i due scocca la scintilla; il giorno dopo Leslie gli promette di fargli avere un macchinario utile alle sue ricerche, mentre nel resto del laboratorio mancano sempre più fondi. Più tardi Penny spara accidentalmente un colpo di vernice sul cuscino preferito di Sheldon e, insieme a Leonard, cerca di pulirlo ma senza successo; ovviamente Sheldon impazzisce quando lo scopre e invano prova a trovare un nuovo posto, mentre Penny porta il cuscino in lavanderia. Nel frattempo Howard e Leslie finiscono a letto, ma lui capisce che lei è intenzionata ad avere una relazione di convenienza e senza alcun tipo di sentimenti. Howard, all'inizio un po' titubante, accetta di buon grado questo suo ruolo di "giocattolo sessuale". Dopo una settimana il cuscino è come nuovo ma Sheldon rimane comunque insoddisfatto e si vendicherà sparando a Penny alla successiva partita di paintball.

## Il binario del Terminator
- Titolo originale: The Terminator Decoupling
- Diretto da: Mark Cendrowski
- Scritto da: Bill Prady e David Goetsch (soggetto); Tim Doyle e Stephen Engel (sceneggiatura)

### Trama
I ragazzi vanno in treno a San Francisco per assistere a una conferenza che ha come ospite George Fitzgerald Smoot, Premio Nobel per la Fisica nel 2006. Il viaggio diventa più interessante quando notano che la "Terminator" Summer Glau è nel loro stesso vagone. Prima Raj, poi Howard e infine Leonard fanno a gara per conquistarla con scarso successo, mentre Sheldon si accorge di aver lasciato a casa la sua chiavetta USB contenente una ricerca che voleva mostrare a Smoot. Sheldon vorrebbe tornare indietro, ma Leonard lo convince a chiamare Penny, che ha una copia della chiave del loro appartamento, e a chiederle di cercare la chiavetta nella sua camera e di inviargli il contenuto via e-mail. Alla fine Smoot non rimane impressionato dalla ricerca di Sheldon.
- Guest star: Summer Glau (sé stessa), George Fitzgerald Smoot (sé stesso)

## L'aggregazione dei fermacapelli
- Titolo originale: The Work Song Nanocluster
- Diretto da: Peter Chakos
- Scritto da: Bill Prady e Lee Aronsohn (soggetto); David Goetsch e Richard Rosenstock (sceneggiatura)

### Trama
Penny realizza un fermacapelli, chiamato "Bocciolo di Penny", sperando che si trasformi in un'attività redditizia. Tuttavia Sheldon le fa notare diversi difetti del suo processo di produzione e l'aiuta a svilupparne uno migliore. Anche gli altri contribuiscono al progetto con le loro idee riguardo efficienza, produzione e commercializzazione; in particolare Leonard progetta il sito web, che subito riceve un ordine di mille "Boccioli di Penny". Nonostante la loro soddisfazione iniziale, i ragazzi notano che Leonard ha scritto sul sito che le spedizioni verranno effettuate in una giornata, e così si ritrovano a fabbricare fermacapelli tutta la notte per soddisfare l'ordine (Penny offre del caffè a Sheldon, e la bevanda gli causerà uno strano effetto). La mattina seguente i ragazzi, ormai esausti, scoprono che lo stesso ordine è stato raddoppiato.

## La giustapposizione della nuova inquilina
- Titolo originale: The Dead Hooker Juxtaposition
- Diretto da: Mark Cendrowski
- Scritto da: Steven Molaro

### Trama
Gli ex inquilini dell'appartamento sopra quello di Leonard e Sheldon traslocano, e al loro posto arriva una ragazza bionda e molto attraente di nome Alicia che, come Penny, è un'attrice, ma che ha avuto molto più successo, avendo ottenuto una parte in CSI. I ragazzi ne rimangono affascinati e fanno tutto quello che lei chiede. Penny diventa gelosa, pensando che Alicia si stia sostituendo a lei nelle attenzioni dei ragazzi, e cerca di riconquistarli. Quando Alicia sottolinea a Penny che ha avuto il suo stesso comportamento, quest'ultima si arrabbia e tra le due scoppia una rissa sul pianerottolo. Alla fine Penny riconquista i suoi amici, mentre pare che Alicia abbia fatto sesso con uno dei produttori di CSI.
- Guest star: Valerie Azlynn (Alicia)

## L'isotopo di Hofstadter
- Titolo originale: The Hofstadter Isotope
- Diretto da: Mark Cendrowski
- Scritto da: David Goetsch

### Trama
Penny ha bisogno di un regalo per il compleanno di suo nipote e accompagna i ragazzi in fumetteria. Una volta lì, incontra il proprietario, Stuart, che riesce a chiederle un appuntamento. Ingelosito dal fatto che Penny possa uscire con "uno di loro" che non sia lui, Leonard chiede a Howard e Raj di portarlo in un bar per abbordare qualche ragazza. Stuart riaccompagna Penny a casa ma viene interrotto da Sheldon, il quale inizia una discussione riguardo quale Robin debba essere il successore di Batman se quest'ultimo venisse ucciso; Sheldon "vince" la discussione quando Stuart gli dice che è stanco e deve andare via, dopodiché scoprono che Penny si è addormentata sul divano dalla noia. Intanto Raj è l'unico che riesce ad abbordare una donna e a finirci a letto.

## La normalizzazione di Las Vegas
- Titolo originale: The Vegas Renormalization
- Diretto da: Mark Cendrowski
- Scritto da: Jessica Ambrosetti, Nicole Lorre e Andrew Roth (soggetto); Steven Molaro (sceneggiatura)

### Trama
Howard viene scaricato da Leslie Winkle e cade in depressione. Per tirarlo su di morale, Leonard e Raj decidono di portarlo a Las Vegas; Sheldon, invece, è ben contento di trascorrere il weekend da solo. In un bar di Las Vegas, una prostituta avvicina Raj, e lui e Leonard la pagano per Howard, il quale capisce subito che la donna è una prostituta, ma ciò nonostante ringrazia i suoi amici. Nel frattempo Sheldon, avendo dimenticato la chiave del suo appartamento, trascorre la notte in casa di Penny.

## La turbolenza del polpettone
- Titolo originale: The Classified Materials Turbulence
- Diretto da: Mark Cendrowski
- Scritto da: Chuck Lorre e Lee Aronsohn (soggetto); Bill Prady e Steven Molaro (sceneggiatura)

### Trama
Per festeggiare il lancio della sua ultima creazione, una toilette a gravità zero da utilizzare nella Stazione Spaziale Internazionale, Howard compra ai suoi amici tutte le ultime uscite dei loro fumetti preferiti. Intanto Stuart dice a Leonard che uscirà un'altra volta con Penny e gli chiede qualche consiglio; allora Leonard, per rovinargli l'appuntamento, gli consiglia di comportarsi come se fosse molto timido. Il giorno dopo Leonard, sentendosi in colpa, va da Stuart a scusarsi ma quest'ultimo gli spiega che è andato tutto bene, almeno fino a quando, mentre baciava Penny, lei lo ha chiamato "Leonard". Intanto Howard scopre di aver tralasciato un particolare che causerà un malfunzionamento del water dopo circa dieci scarichi, e riunisce i suoi amici per cercare di risolvere il guasto. Alla fine, gli astronauti dell'ISS prendono parte a una passeggiata spaziale fuori programma, facendo intendere che Howard non sia riuscito nel suo intento. Il titolo dell'episodio si riferisce all'utilizzo di un polpettone fatto dalla mamma di Howard per testare il water spaziale (il polpettone finisce "sparato" sul soffitto).

## La spedizione monopolare
- Titolo originale: The Monopolar Expedition
- Diretto da: Mark Cendrowski
- Scritto da: Eric Kaplan e Richard Rosenstock

### Trama
Il rettore dell'università propone a Sheldon di guidare una spedizione di tre mesi al polo nord magnetico. Dopo qualche esitazione, accetta l'incarico e chiede a Leonard, Howard e Raj di accompagnarlo. I ragazzi accettano, anche se all'inizio sono un po' disgustati all'idea di dover restare chiusi in una capanna per tre mesi con Sheldon, ma al tempo stesso si tratta di un importante passo avanti per la loro carriera. Per prepararsi al freddo, Sheldon chiede a Penny se lui e gli altri possono usare la cella frigorifera del ristorante, e la ragazza, quando viene a sapere che partirà anche Leonard, sembra apparentemente triste; più tardi Penny gli regala una coperta con le maniche, gli dice che le mancherà e lo abbraccia. La mattina della partenza Leonard chiede a Penny che cosa volesse intendere con quel lungo abbraccio, ma lei risponde vagamente anche se ammette tra sé e sé, dopo aver chiuso la porta, che quell'abbraccio significava che lei avrebbe voluto che non partisse.